# Scotargus
Scotargus is een geslacht van spinnen uit de familie hangmatspinnen (Linyphiidae).

## Soorten
De volgende soorten zijn bij het geslacht ingedeeld:
- Scotargus enghoffi Wunderlich, 1992
- Scotargus grancanariensis Wunderlich, 1992
- Scotargus numidicus Bosmans, 2006
- Scotargus pilosus Simon, 1913
- Scotargus secundus Wunderlich, 1987
- Scotargus tenerifensis Wunderlich, 1992